# Niebo i piekło (film)
Niebo i piekło (jap. 天国と地獄 Tengoku to jigoku; ang. High and Low) – japoński kryminał z 1963 roku w reżyserii Akiry Kurosawy na podstawie powieści Eda McBaina z cyklu 87. posterunek pt. King's Ransom. Zdjęcia kręcono głównie w Jokohamie.

## Opis fabuły
Kingo Gondō jest zamożnym współwłaścicielem wytwórni obuwia "National Shoes". Pewnego dnia przez pomyłkę zostaje porwany syn jego szofera, którego porywacz, ze względu na podobieństwo chłopców, bierze za syna Gondō. Porywacz żąda za malca bajońskiej sumy 30 mln jenów. Pomimo że porwany nie jest jego synem, Gondō decyduje się zapłacić. Podrzuca okup w umówionym miejscu, a chłopiec zostaje uwolniony. Tymczasem, poinformowana o wszystkim policja prowadzi drobiazgowe śledztwo. W jego wyniku udaje się jej odnaleźć dwoje pomocników porywacza, którzy są już jednak martwi. To narkomani, których porywacz zamordował w obawie przed ujawnieniem jego osoby. Wkrótce i on sam wpada w ręce policji, która odzyskuje również większość pieniędzy z okupu i zwraca je Gondō. Niestety, dla pana Gondō jest już za późno. Wspólnicy, którzy znając całą sprawę z mediów i dla których uczciwy Gondō zawsze był przeszkodą w robieniu machlojek, postanawiają wykorzystać sytuację i usuwają go z zarządu firmy i stanowiska dyrektora. Banki i komornicy zajmują cały jego majątek, bowiem Gondō okup zapłacił z kredytu, który zaciągnął na zakup dodatkowych udziałów w firmie, celem ograniczenia władzy nierzetelnych wspólników w zarządzie. Porywacz zostaje skazany na karę śmierci. Gondō zaczyna wszystko od nowa i podejmuje pracę w niedużej fabryce obuwia, którą pragnie przekształcić w firmę na miarę "National Shoes". W ostatniej scenie filmu Gondō i porywacz spotykają się na prośbę tego drugiego w więzieniu. Porywacz uznaje moralne zwycięstwo Gondō.

## Główne role
- Toshirō Mifune – Kingo Gondō
- Tatsuya Mihashi – Kawanishi, sekretarz Gondō
- Kyōko Kagawa – Reiko, żona Gondō
- Tatsuya Nakadai – inspektor Tokurō
- Isao Kimura – policjant
- Kenjirō Ishiyama – policjant
- Takeshi Katō – policjant
- Takashi Shimura – policjant
- Tsutomu Yamazaki – porywacz
- Yutaka Sada – szofer pana Gondō
- Masahiko Shimazu – syn szofera
- Toshio Egi – syn Gondō